# Спрингфилд (Јужна Дакота)
Спрингфилд (енгл. Springfield) град је у америчкој савезној држави Јужна Дакота.

## Демографија
По попису из 2010. године број становника је 1.989, што је 1.197 (151,1%) становника више него 2000. године.
| Група             | 2000.       | 2010.         |
| Белци             | 740 (93,4%) | 1.360 (68,4%) |
| Афроамериканци    | 3 (0,4%)    | 57 (2,9%)     |
| Азијати           | 0 (0,0%)    | 2 (0,1%)      |
| Хиспаноамериканци | 2 (0,3%)    | 74 (3,7%)     |
| Укупно            | 792         | 1.989         |